# Vaparala
Vaparala là một thị trấn thống kê (census town) của quận Cuddapah thuộc bang Andhra Pradesh, Ấn Độ.

## Nhân khẩu
Theo điều tra dân số năm 2001 của Ấn Độ, Vaparala có dân số 6602 người. Phái nam chiếm 49% tổng số dân và phái nữ chiếm 51%. Vaparala có tỷ lệ 59% biết đọc biết viết, thấp hơn tỷ lệ trung bình toàn quốc là 59,5%: tỷ lệ cho phái nam là 74%, và tỷ lệ cho phái nữ là 44%. Tại Vaparala, 10% dân số nhỏ hơn 6 tuổi.